# Keita Takahata
Keita Takahata (高畑 奎汰 Takahata Keita?), född 16 september 2000 i Oita prefektur, är en japansk fotbollsspelare.
Takahata började sin karriär 2019 i Oita Trinita.